# Mp2 (gruppo musicale)
Mp2 è stato un duo musicale composto da Jacopo (Torino, 14 maggio 1977) e Andrea Morini (Torino, 9 luglio 1981).

## Carriera
Fratelli, sono figli dell'ex calciatore juventino Francesco Morini, attivo durante gli anni settanta. Il singolo di esordio al pubblico è stato May Day, ma l'apice del successo è stato raggiunto nel 2002 con Entro il 23, brano con cui parteciparono al Festivalbar, su testo di Tiziano Ferro e Roberto Casalino. Altri successi sono stati Azzurro, sigla dell'omonimo programma di All Music, e Soli come si fa, cover del brano Something to Talk About di Badly Drawn Boy.
In seguito all'esperienza come cantanti, Jacopo Morini è entrato a far parte come inviato del programma televisivo Le Iene, insieme a Tiziano Lamberti, Francesco Granieri e Niccolò Bello. Al contrario, Andrea Morini ha proseguito la carriera musicale dando vita nel 2004 a Torino al progetto Undersmokingdoors con Luca Saccia, Jacopo Lucat, Davide De Mattia, Claudio De Marco; quest'ultimo sostituito a partire dall'ottobre del 2007 da Dario Montagnese.

## Discografia

### Album
- 2003  - Illogico (Warner Music Italy)

### Singoli
- 2001 - May Day
- 2002 - Entro il 23
- 2002 - Azzurro
- 2003 - Soli come si fa